# 浙江山木通
浙江山木通（学名：Clematis chekiangensis）为毛茛科铁线莲属下的一个种。

## 扩展阅读
- 維基物種上的相關：浙江山木通